# Akihito Tsukushi
Shigeya Suzuki (鈴木茂也, Suzuki Shigeya, né le 5 mai 1979), plus communément connu sous son pseudonyme Akihito Tsukushi (つくしあきひと, Tsukushi Akihito ), est un illustrateur, mangaka et designer japonais de Sagamihara, Kanagawa. Suzuki est aussi connu sous le nom de  Ichimi Tokusa (とくさ一味, Tokusa Ichimi ).

## Aperçu
Tsukushi est originaire de la préfecture de Kanagawa et a fréquenté le lycée Tachibana Gakuen avant d'obtenir son diplôme d'illustration de la Tokyo Design Academy. Il a travaillé chez Konami de 2000 à 2010 avant de devenir illustrateur freelance. Durant son passage chez Konami, il a principalement travaillé dans l'animation et la conception de l'interface de titres tels que Elebits , ainsi que dans le character design du jeu Nintendo DS Elebits : Les Aventures de Kai et Zero et de l'anime Otogi-Jūshi Akazukin .,
Après avoir quitté Konami, Tsukushi a commencé à dessiner des mangas, faisant ses débuts en 2011 dans le dōjinshi From Star Strings (スターストリングスより). En 2012, Takeshobo a commencé à sérialiser son manga Made in Abyss (メイドインアビス) sur le site Web Web Comic Gamma. Il recevra plus tard une adaptation animée en 2017,.
Son travail se caractérise par des descriptions détaillées et des dessins narratifs. Il cite Norman Rockwell comme une personne qu'il admire.

## Travaux

### Manga
- Made in Abyss (メイドインアビス) (Publié par Takeshobo, 13 volumes, 2012-présent)
- From Star Strings (スターストリングスより) (Publié par Takeshobo, 1 volume, 2017)
- Gears' Maiden (のこぎり怪獣と少女) (Doujin, 1 volume, 2008)

### Anime
- Otogi-Jūshi Akazukin (おとぎ銃士 赤ずきん) (Conception des personnages) (est crédité sous le nom d'Ichimi Tokusa dans l'OVA)
- Le village perdu (迷家-マヨイガ-) (conception du village Nanaki)

### Jeux vidéo
- Elebits et Elebits : Les aventures de Kai et Zero (Beaux-arts, conception des personnages) (crédité comme Shigeya Suzuki)
- L'épée d'Etheria (OZ -オズ-) (conception des monstres, animation de personnage) (crédité comme Shigeya Suzuki)
- Suikoden III
- LovePlus
- L'aventure de Dewy (水精デューイの大冒険 !!) (Conception des personnages)
- Made in Abyss : Binary Star Falling into Darkness (Superviseur de l'histoire originale)[8]